# Pavillon d'Artois
Le pavillon d’Artois est un hôtel particulier, situé au no 187, rue du Général-de-Gaulle, à Vaux-sur-Seine, dans le département français des Yvelines en région Île-de-France.
Construit sur les vestiges d'une bâtisse du XVIIe siècle, résidence du peintre Hyacinthe Rigaud, le bâtiment actuel est réalisé pour Jacques Fayolle de 1726 à 1728.
En 1775, il est acquis puis largement remanié pour Charles-Philippe de France, comte d’Artois, futur Charles X.

## Histoire
Au XVIIe siècle, il existe encore un premier bâtiment pourvu d'un donjon appartenant à Louis Hébert de Saint-Gervais, qui y est déjà installé depuis 1684. 

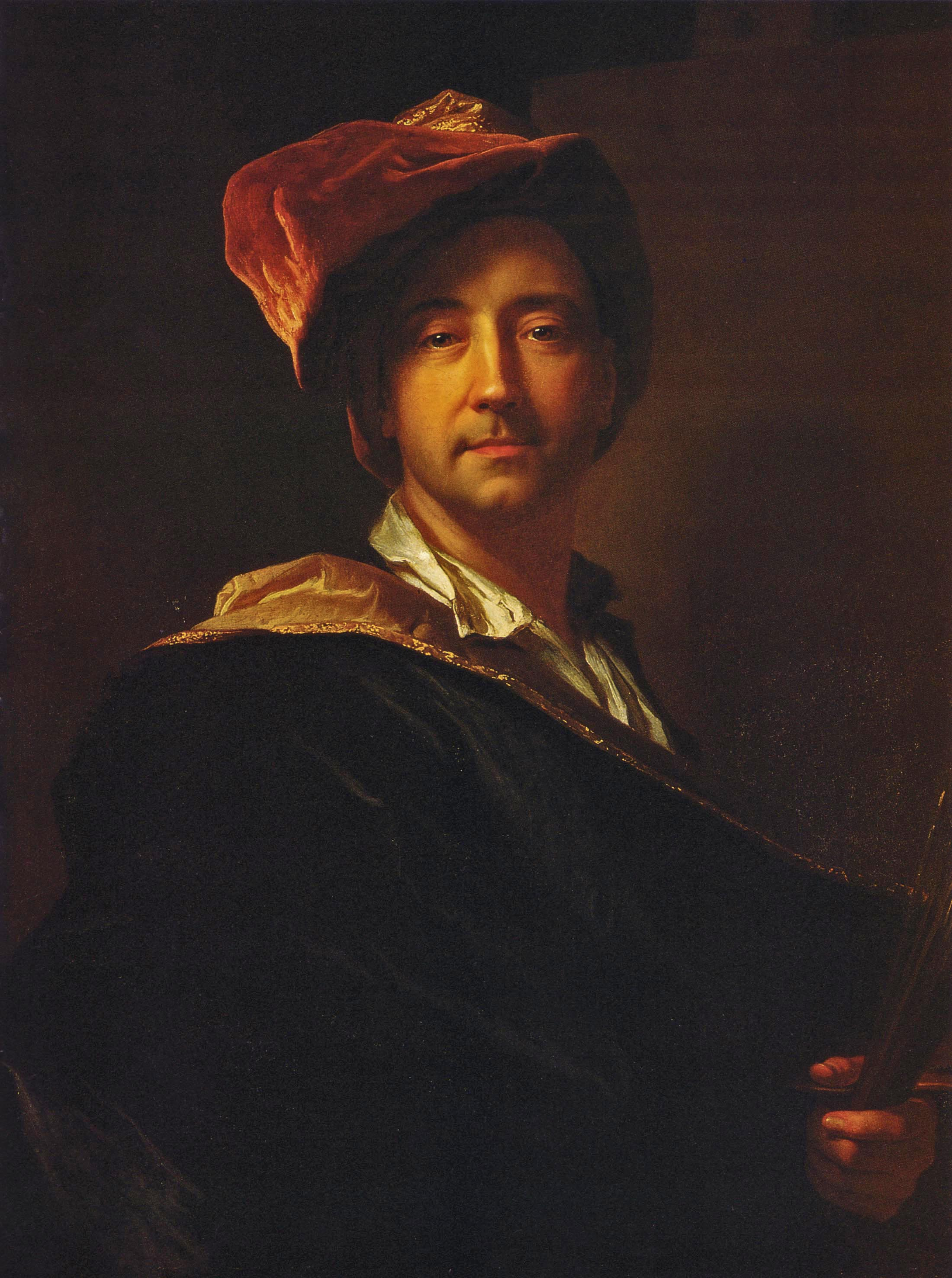
Hyacinthe Rigaud - Autoportrait dit « Au turban » - 1698 Perpignan.

Le 23 novembre 1699, ce dernier vend le domaine à Hyacinthe Rigaud, peintre officiel de la cour du roi Louis XIV, qui y réside pendant une quinzaine d'années. Le peintre possède déjà une demeure à Vaux, toujours existante, au no 280 de la même rue, acquise en 1694, de son beau-père, Jérôme de Gouy, dont il avait épousé la fille, Élisabeth, en 1710. Le pavillon reçoit en ce temps là, la visite de nombreuses personnalités, en tant que clients du peintre, comme François Michel Le Tellier, marquis de Louvois, ministre de la guerre du roi Louis XIV, et Antoine-Louis Séguier, avocat général au Parlement de Paris. 
Le 25 février 1714, Rigaud vend le domaine à Antoine de Rey, seigneur du Soupa qui le revend par acte du 14 février 1726, à Jacques de Fayolle, premier huissier et concierge du Roi en la chambre des comptes du Dauphiné, et également cousin germain des frères Pâris, célèbres financiers, par sa mère, Marie. Ce dernier fait raser l'ancienne bâtisse et fait construire la structure du bâtiment actuel. L'architecte serait, soit Germain Boffrand, soit Robert de Cotte, deux de ses proches connaissances. Il fait également réaliser deux huiles sur toile de 130x131 cm, dans les années 1730, représentant le pavillon et ses jardins, par le peintre Pierre-Denis Martin, qui faisaient partie de la décoration de la bâtisse, et qui font aujourd'hui partie d'une collection privée anglaise. 

Le 15 octobre 1744, le domaine passe à un certain Antoine Wyard, qui le revend deux ans plus tard, à Étienne Masson de Maisonrouge, par acte daté du 4 mai 1746. Ce dernier revend ensuite la propriété à Marie-Louise Genret de Beaulieu, par acte du 13 juillet 1752. 

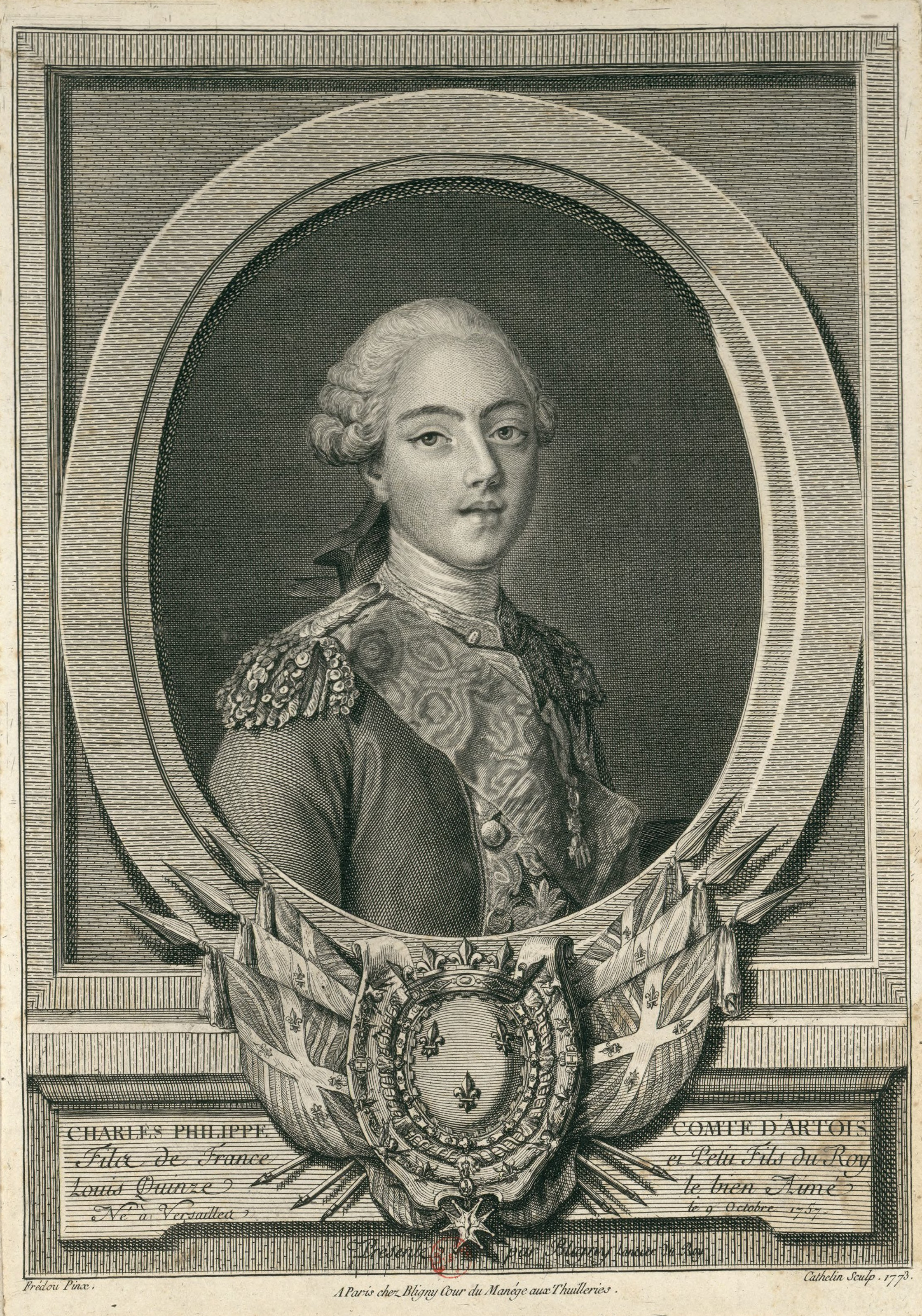
Le comte d'Artois, futur Charles X.

En 1775, le pavillon est acquis par le comte d’Artois, frère du roi Louis XVI. Durant les années qui suivent, il largement remanié, dans le plus pur style néo-palladien, notamment par la présence d'une rotonde centrale et ses colonnes doriques, servant d’entrée à l’hôtel. 
Les modifications du pavillon seraient, peut-être, l'œuvre de l'architecte François-Joseph Bélanger, qui devient premier architecte du comte d'Artois à partir de mars 1777. Bien que ces travaux ne soit pas répertoriés, ils se rapprochent fortement, de par l'allure générale du bâtiment fini, des réalisations de l'architecte, notamment du château de Bagatelle, "folie" construite en 1777, dans le parc éponyme en seulement trois mois, également pour le comte d'Artois, à la suite d'un coûteux pari gagné contre sa belle-sœur.
Il est ensuite acquis, probablement après la Révolution, par le marquis d’Héricourt. Sa veuve fait construire une chapelle en 1822, mais se sépare néanmoins de l’hôtel la même année.
En 1883, l'hôtel est acquis par Ernest Caron (1840-1919), président du conseil municipal de Paris (1890-1919).
En 1920, un an après la disparition du précédent, la pavillon est vendu à Léon Bailby, directeur du journal l’Intransigeant, puis passe ensuite à M. Rossi, professeur à la Sorbonne. 
En 1953, le pavillon est acquis par la femme d'affaires Marjorie Merriweather Post (1887-1973) et sa fille Eleanor Post Close (1909-2006), tante de l’actrice Glenn Close. 

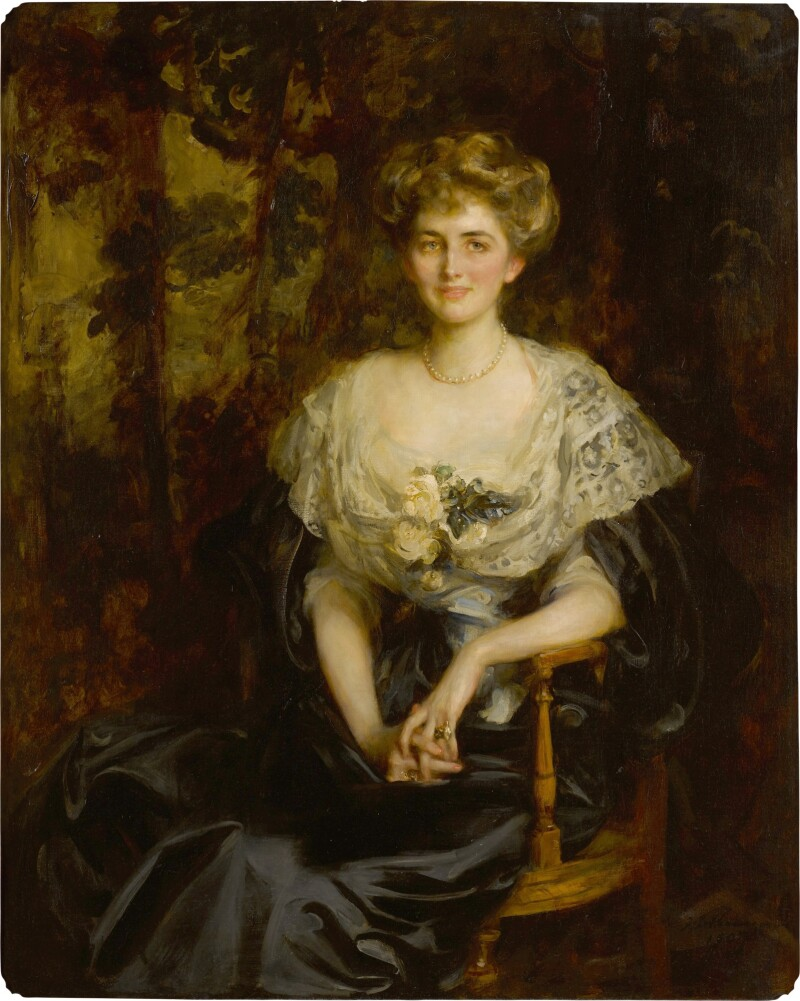
Marjorie Merriweather Post.

Après la disparition de sa mère, Eleanor, y réside avec son fils unique, Antal Post-Békessy (1944-2015), issu de son union avec l'écrivain hungaro-américain, János Békessy, connu sous son nom de plume, Hans Habe (1911-1977). 
Après la disparition de sa mère, la propriété reste aux mains d'Antal Békessy-Post, jusqu’à son propre décès survenu en 2015. Une vente exceptionnelle de la totalité du mobilier de l’hôtel, à lieu du 19 au 20 décembre 2017, orchestrée par la maison de vente aux enchères Sotheby’s. 
L’hôtel est, depuis 2021, la propriété du couple Pierre et Marie-Alyette Fournel, qui y organisent des événements culturels.

## Architecture
L’hôtel actuel se compose d’un grand corps de bâtiment en « U ». Le bâtiment principal se développe sur deux niveaux posés sur un soubassement, devenant rez-de-chaussée, côté jardin. Il est axé autour d’une large rotonde au nord, agrémentée de douze colonnes doriques, formant le hall d’entrée de la demeure. 

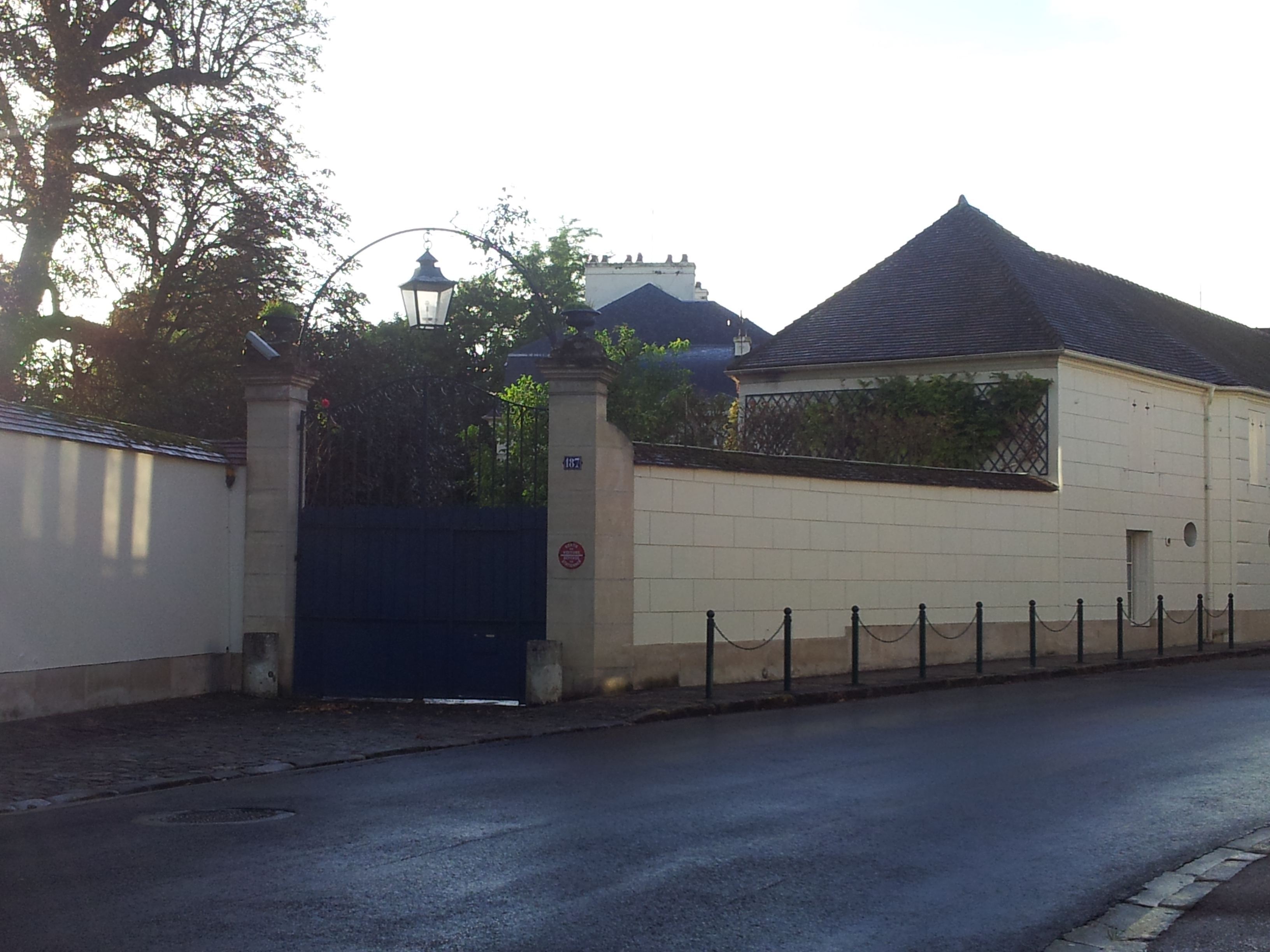
Portail d'entrée du pavillon d'Artois.

Au sud, la façade s’ouvre sur les jardins par cinq travées de fenêtres, dont trois, centrales, sont en saillie. Ces trois travées centrales sont pourvues d’un portique au rez-de-jardin, devenant balcon au premier étage, qui se trouve être le rez-de-chaussée, dû à la légère déclivité du terrain. Les fenêtres de ce premier étage sont notamment agrémentées de bas-reliefs représentant des scènes mythologiques, copiés sur des originaux provenant de Pompeï.  
L'hôtel possède également une chapelle et un petit théâtre avec accès indépendant, ainsi que des équipements modernes comme une piscine et un court de tennis.  
Le parc, de quatre hectares, accueille des jardins à la française, mais est également agrémenté de fabriques, dont une grotte, qui, dit-on, est attribuée à Richard Mique, architecte personnel de la reine Marie-Antoinette. Aux confins de ces jardins, coule la Seine, où l’hôtel possède son propre embarcadère. L'entrée au domaine se fait au no 187, rue du Général de Gaulle.   
Le bâtiment fait l’objet d’une vaste campagne de restaurations, à partir de 1997 jusqu’en décembre 2001, par Antal Post-Békessy, son précédent propriétaire.  

## Protection
Le pavillon d’Artois est inscrit aux monuments historiques dans sa totalité par arrêté du 4 janvier 1945 et son parc est classé site naturel par arrêté du 20 septembre 1973.